# Кауфман, Ангелика
Мария Анна Анге́лика Катарина Ка́уфман (Анже́лика Ка́уфман) (нем. Maria Anna Angelika Katharina Kauffmann, англ. Angelica Kauffman); 30 октября 1741, Куре, Лига дома Божьего — 5 ноября 1807, Рим, Папская область) — европейская художница XVIII века, представительница неоклассицизма, работала в основном в жанрах портрета и исторической живописи. Она добилась большой популярности в своей профессии, что было очень необычно для женщины в то время. В частности, Ангелика Кауфман была членом четырёх итальянских академий художеств, а также одной из двух женщин-основательниц Королевской академии искусств в Лондоне в 1768 году.

## Биография

### Ранние годы

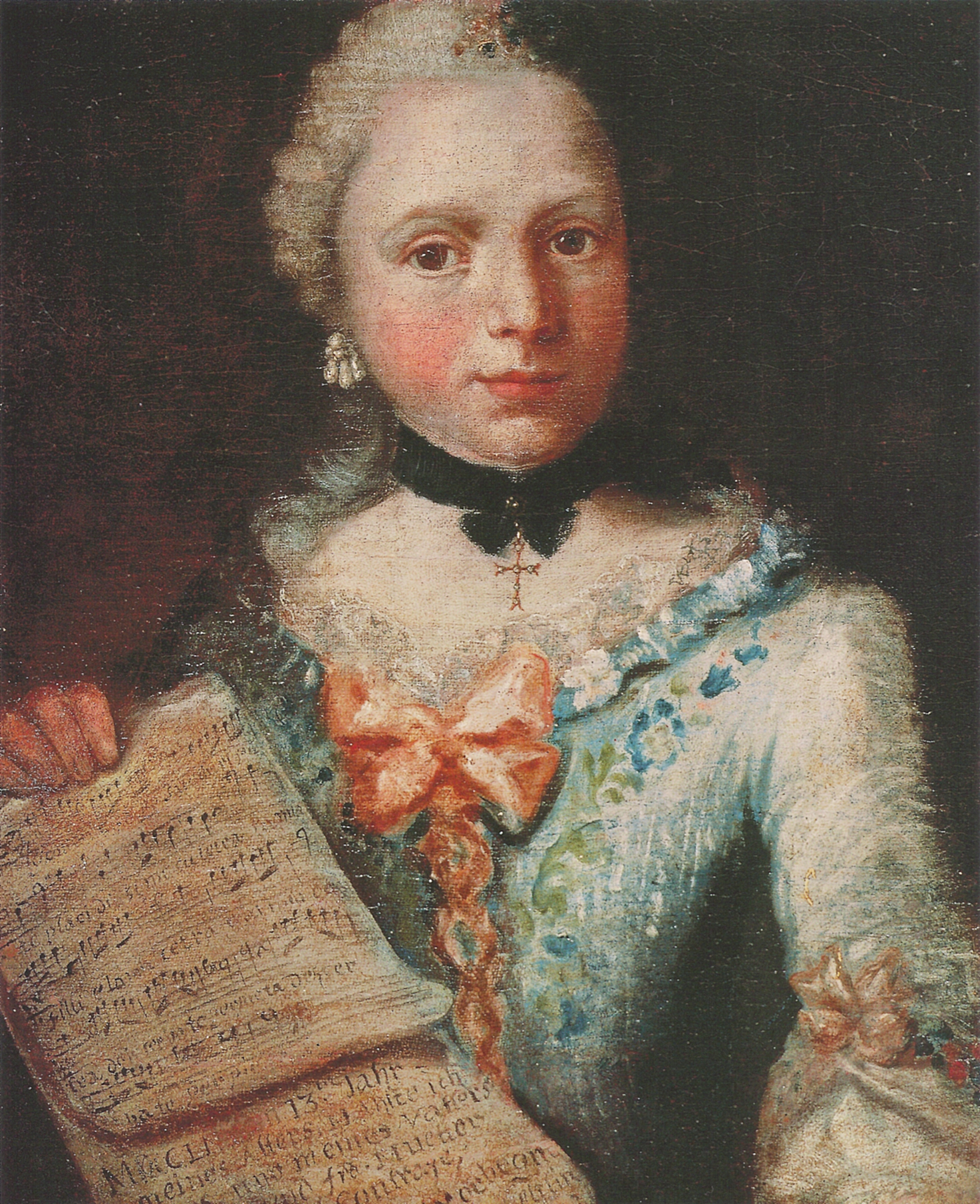
Автопортрет. 1753
Тирольский государственный музей

Ангелика Кауфман родилась 30 октября 1741 года в немецком городе Куре, принадлежащего к Лиге дома Божьего Швейцарского союза. Девочка была единственным ребёнком у своих родителей (за исключением сводного брата по мужской линии). Её отец художник Йозеф Иоганн Кауфман (1707—1782) с детства преподавал Ангелике живопись. Мать Клеофея Лутц (1717—1757) обучала девочку чтению и письму на нескольких языках, а также музыке.
В 1742 году семья переехала в итальянский горд Морбеньо в долине Вальтеллина. В 1752 году Кауфманы поселяются в Комо, где им покровительствовали правящие графы де Салис. С 1754 года семья жила в Милане при дворе герцога Моденского Франческо III д’Эсте. В 1753 году Ангелика Кауфман создала свой первый автопортрет, изобразив себя в образе певицы с нотами. Чуть позже она написала портреты герцогини Модены Шарлотты Аглаи Орлеанской, архиепископа Милана кардинала Джузеппе Поццобонелли и австрийского дипломата графа Карла Йозефа фон Фирмиана.
После смерти матери в 1757 году Ангелика Кауфман выбрала заниматься живописью, а не музыкой. В это время она вместе с отцом работала над восстановлением после пожара приходской церкви Святой Троицы в Шварценберге, родной деревни отца. Ангелика Кауфман выполнила фрески с изображением апостолов по моделям Джованни Баттиста Пьяццетта. На следующий год она получила заказы на портреты в Мерсбурге и Новых дворцах графов фон Монфортов в Теттнанге.

### В Италии

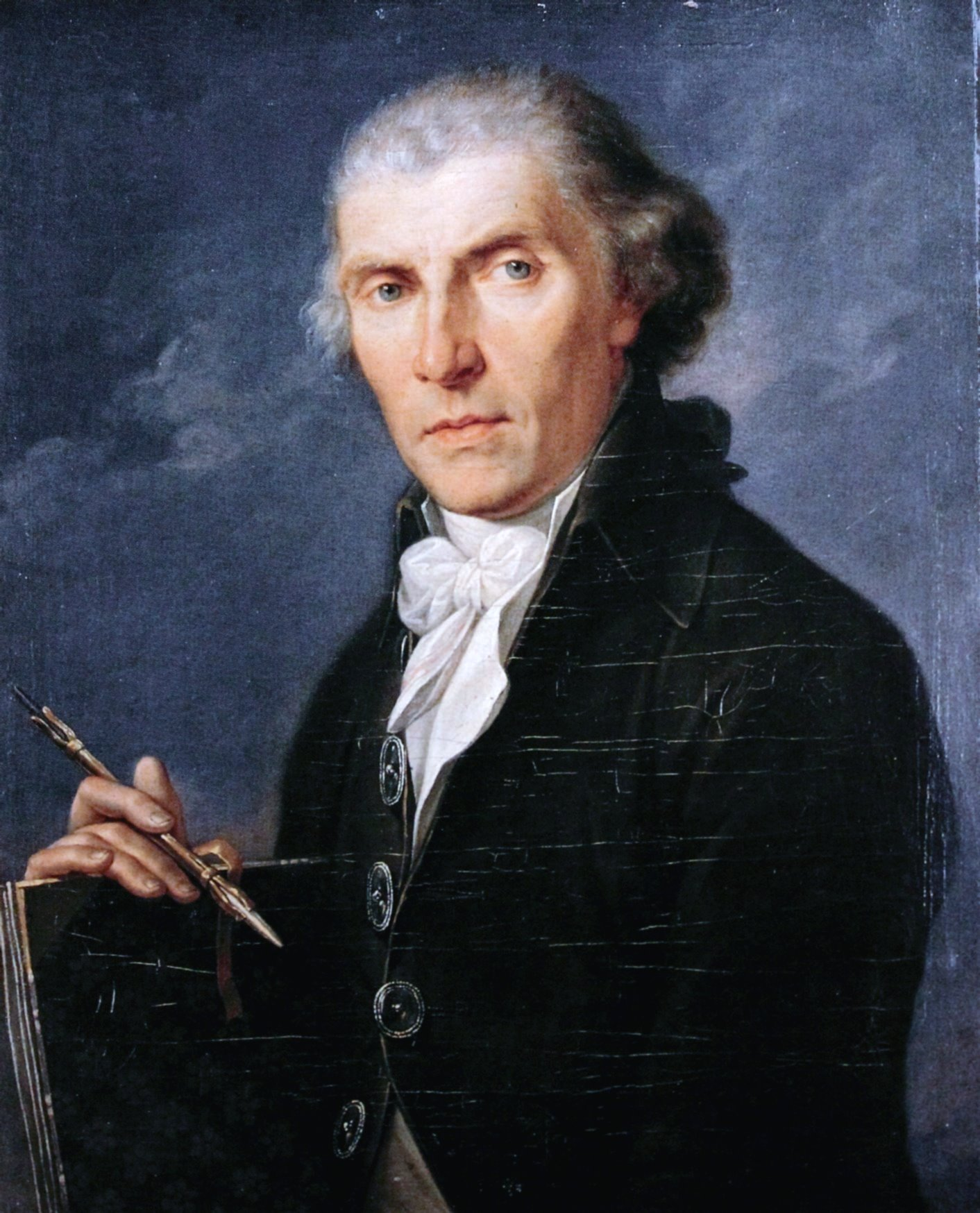
Йозеф Иоганн Кауфман. Ангелика Кауфман, после 1761 г
Тирольский государственный музей

В 1758 году Ангелика Кауфман с отцом отправились в путешествие по Италии и за несколько лет посетили Лугано, Морбеньо, Милан, Пьяченца, Парма, Реджо, Модену, Болонью, Флоренцию, Рим и Неаполь. Во время путешествия она активно изучает наследие Античности и старых мастеров: Корреджо, Гвидо Рени, Аннибале Карраччи, Гвидо Каньяччи, Доменикино, Гверчино, Рафаэля, Рембрандта, Алессандро Тиарини и Франческо Ванни.
В 1762 году Ангелика Кауфман стала почётным членом Академии Клементины в Болонье, а также Академии художеств во Флоренции. В последнем городе она задержалась и много работала над портретами, в частности английских аристократов, посещавших это место в рамках гран-туров. Примечательно, что для художницы была выделена отдельная мастерская, поскольку работать в одном помещении с мужчиной в те времена считалось неприличным. Во Флоренции она познакомилась с художниками Бенджамином Уэстом и Иоганном Фридрихом Раффенштайном.
В 1763—1764 годах Анжелика Кауфман жила в Риме и Неаполе. В это время она нарисовала свои первые картины в жанре исторической живописи («Вакх и Ариадна», «Пенелопа за ткацким станком»), а также продолжила работу над портретами. В частности она изобразила искусствоведа Иоганна Иоахима Винкельмана, что принесло ей особый успех. Кроме того художница выполнила портреты актёра Дэвида Гаррика, девятого графа Эксетер Браунлоу Сесила, Джона Паркера (впоследствии первого барона Борингдона). Ангелика Кауфман также проводила незаконные тогда для женщины исследования мужской анатомии.
В 1765 году Ангелика Кауфман была избрана в члены художественной Академии Святого Луки в Риме. В это же время портрет Дэвида Гаррика выставляется в Лондоне и приносит ей там первую славу. Тогда же художница в сопровождении жены английского посла Бриджит Вентворт Мюррей путешествовала (впервые без отца) в Болонью, Венецию и Париж. В последнем городе она изучала работы Рубенса.
|                                                                                               |                                                                 |                                                      |                                                                      |                                                      |                                         |                                              |
| «Кумская Сивилла». Перерисовка картины Доменикино. 1763 Национальный музей женского искусства | Рисунок обнажённого мужчины. 1763 Государственные музеи Берлина | Автопортрет. 1763 Национальный фонд (Великобритания) | «Пенелопа за ткацким станком». 1764 Брайтонский художественный музей | «Вакх и Ариадна». 1764 Художественный музей Брегенца | Портрет Дэвида Гаррика. 1764 Берли-хаус | Портрет Винкельмана. 1764 Кунстхаус в Цюрихе |

### В Великобритании
Путешествие Ангелики Кауфман с женой английского посла закончилось в Лондоне, где она в итоге прожила пятнадцать лет. Художница открыла в этом городе свою студию. В 1766 году Ангелика Кауфман познакомилась с художником Джошуа Рейнольдсом и они нарисовали портреты друг друга.
В 1767 году Кауфман заключила брак с неким аферистом под именем графа Фредерика де Хорна. Однако этот союз обернулся скандалом и был объявлен недействительным всего через несколько месяцев.
В 1768 году на выставке Общества художников в Лондоне Ангелика Кауфман представила картины «Прощание Гектора с Андромахой» и «Пенелопа, снимающая лук Одиссея». В декабре этого же года она стало одним из членов-основателей Королевской академии искусств в Лондоне.
В 1769 году на выставке академии Ангелика Кауфман представила три картины «Гектор, прощающийся с Андромахой», «Венера, указывающая Энею и Ахату путь в Карфаген» и «Ахиллес, обнаруженный Улиссом среди дочерей Ликомеда». Все работы были куплены меценаткой Терезой Паркер. В 1771 году Ангелика Кауфман провела несколько месяцев в Ирландии в качестве гостя лорда-лейтенанта Ирландии. Она выполнила там ряд портретных заказов. В 1773 году Ангелика Кауфман была выбрана единственной женщиной среди художников, которые должны били расписать собор Св. Павла в Лондоне, однако в итоге проект не состоялся. В 1770х годах она создаёт ряд работ на тему английской истории, например, «Вортигерн и Ровена», «Элеонора, высасывающая яд из раны ее мужа, короля Эдуарда I». Эти работы стали образцом для национальной исторической живописи. Дружба художницы с современными ей литераторами послужила началом к таким работам как «Инибака, открывающая себя в Тренморе» из «Оссианы» Джеймса Макферсона и «Бедная Мария» из «Сентиментального путешествия» Лоуренса Стерна. В это же время Ангелика Кауфман начала сотрудничество с граверами, делавшими копии с её картин, которые затем издавались широким тиражом. Она становится коммерчески успешной художницей. В 1780 году Ангелика Кауфман завершает четыре потолочные росписи («Изобретение», «Композиция», «Дизайн» и «Живопись») для штаб-квартиры Королевской академии искусств в Сомерсет-хаусе. Этот престижный заказ обозначил пик её славы.
|                                                                              |                                                                             |                                                                                              |                                                                                                  |                                                                                        |                                            |
| «Гектор, прощающийся с Андромахой». 1768. Национальный фонд, Салтрам. Плимут | «Пенелопа, снимающая лук Одиссея». 1768. Национальный фонд, Салтрам. Плимут | «Венера, указывающая Энею и Ахату путь в Карфаген». 1768. Национальный фонд, Салтрам. Плимут | «Ахиллес, обнаруженный Улиссом среди дочерей Ликомеда». 1769. Национальный фонд, Салтрам. Плимут | «Элеонора, высасывающая яд из раны ее мужа, короля Эдуарда I». 1776. Частная коллекция | «Бедная Мария». До 1779. Частная коллекция |

### Снова в Италии
В 1781 году Ангелика вышла замуж за художника Антонио Дзукки (1726—1795) и вернулась в Рим. В 1795 году её муж умер. Кауфман продолжала время от времени участвовать в деятельности Королевской академии в Лондоне, её последняя выставка состоялась в 1797 году. После этого она работала мало.
В 1807 году  Ангелика Кауфман умерла в Риме, удостоившись пышных похорон. Многие члены Академии Святого Луки, духовные лица и ценители искусства, последовали к её гробнице в римской церкви Сант-Андреа-делле-Фратте. Как и при погребении Рафаэля, две её лучшие картины были пронесены в процессии.
В 1810 году биографию художницы написал итальянский историк Джованни Баттиста де Росси.

## Творчество
Живописное творчество Ангелики Кауфман — портреты, картины на библейские, исторические, литературные и античные мифологические сюжеты — развивалось в границах эстетики неоклассицизма. Сама художница относила своё творчество прежде всего к исторической живописи, что было необычным для этого жанра, считавшегося в XVIII-м веке исключительно мужским занятием, как, впрочем, и живопись вообще. Историческая живопись особенно почиталась в академическом искусстве того времени, однако под руководством сэра Джошуа Рейнольдса Королевская Академия приложила все усилия, чтобы поддержать энтузиазм художницы в этом направлении. Но несмотря на популярность, которой Кауфман пользовалась в британском обществе, и её успех там как художницы, она была разочарована относительной апатией англичан к исторической живописи. В конце концов ей пришлось покинуть Британию и отправиться на континент, где историческая живопись была лучше известна, пользовалась большим уважением и покровительством меценатов и коллекционеров.
Историческая живопись, согласно академической теории искусства, считалась наиболее возвышенным жанром. Её предметом было создание композиций, основанных на темах из истории, мифологии, литературы и текстах Священного Писания. Для этого требовались обширные познания в библейской и классической литературе, теории искусства и практическая подготовка, включавшая изучение пластической анатомии, истории костюма, вооружений и прочих специальных областей. Большинство женщин были лишены доступа к такой подготовке, особенно возможности рисовать с обнажённых моделей; тем не менее Кауфман сумела пересечь гендерную границу, чтобы приобрести необходимые навыки, и достигла репутации успешной художницы исторического жанра.

## Наследие
Ангелика Кауфман относительно скоро приобрела широкую европейскую известность. В 1762 году она стала членом флорентийской Академии искусств, с 1765 — членом Академии Св. Луки в Риме, с 1768 года — Французской и Британской Королевских академий. В 1810 году её биографию написал известный итальянский историк Джованни Баттиста де Росси, с тех пор её жизнь не раз становилась сюжетом популярных романов. Образ художницы послужил прототипом героини популярного романа Жермены де Сталь «Коринна, или Италия» (1807).
Чарльз Уилсон Пил (1741—1827), живописец, патриот и основатель американской художественной династии, назвал свою дочь в честь художницы.
Произведения Кауфман воспроизводили и тиражировали в гравюрах Ф. Бартолоцци и его ученик Г. И. Скородумов в технике цветного пунктира, наиболее подходящей для передачи нюансов живописи. Почитателем художницы был Этьен Морис Фальконе. Сама Ангелика испытала влияние идей не только Винкельмана, но и Антона Рафаэля Менгса. Тем не менее, слава Ангелики Кауфман не была абсолютной. Несмотря на принадлежность к эпохе неоклассицизма и даже проявлений некоторых тенденций романтизма, в творчестве художницы преобладают качества салонного сентиментализма, которые в то время оценивали положительно как «превосходный римский вкус». Многое, и, прежде всего, критические оценки и обвинения в салонности, сближает творчество Кауфман и другой художницы Э. Виже-Лебрен.
В 2007 году в Шварценберге, Форарльберг (Австрия) был основан Музей Ангелики Кауфман. Ежегодно меняющиеся выставки посвящены различным аспектам и темам её творчества. На выставке 2019 года «Анжелика Кауфман — неизвестные сокровища из частных коллекций Форарльберга» многие её картины были представлены публике впервые, так как большая часть её произведений принадлежит частным коллекционерам. Музей расположен в старом фермерском доме («Kleberhaus») в типичном архитектурном стиле региона.
В честь Ангелики Кауфманн назван кратер на Венере.

### В России
Художница была знаменита и в современной ей России. Оду «К Анжелике Кауфман» (1798) сочинил Г. Р. Державин. В 1774 году, во время работы в Санкт-Петербурге над памятником Петру I, Этьен Морис Фальконе делился с английским путешественником Рэкселлом своими впечатлениями от работ художницы и сообщал, что «является обладателем почти всех её произведений». Великая княгиня, а затем императрица Мария Фёдоровна, супруга императора Павла I, писала миниатюры на стекле, используя в качестве оригиналов гравюрные воспроизведения картин художницы.
Гравюры с произведений Кауфман служили образцами для скульптуры. В частности, их использовал скульптор Ф. И. Шубин, работая над серией медальонов для украшения Мраморного зала Мраморного дворца в Санкт-Петербурге.
В петербургском Эрмитаже имеется несколько картин Ангелики Кауфман.
В музее Академии Художеств  в Петербурге хранятся два полотна - "Спящий младенец Сервий Тулий" 1785 г и "Узнанный Ахиллес" 1789 года, оба в постоянной экспозиции музея.
|                                           |                               |                              |                                   |                                                          |                                                        |                                                 |
| Гектор призывает Париса на битву. 1775 г. | Безумная Мария. После 1777 г. | Монах из Кале. 1766—1781 гг. | Прощание Абеляра и Элоизы. 1780 г | Портрет графини А. С. Протасовой с племянницами. 1788 г. | Вергилий, читающий «Энеиду» Октавии и Августу. 1788 г. | Венера уговаривает Елену любить Париса. 1790 г. |

### В декоративно-прикладном искусстве
Благодаря массовому тиражированию произведений Ангелики Кауфман через графические копии до промышленной революции её наследие получило широкое распространение в декоративно-прикладном искусстве: в архитектурных украшениях, в росписи мебели, обоев, тканей, вееров, но особенно — в росписи фарфора (ваз, посуды, статуэток, табакерок, картельных трубок, шкатулок, ювелирных украшениях и тд.).
|                                                                                 |                                                                                 |                                                                          |                                                                          |                                                                                                   | |
| Створки дверей с репродукциями картин Кауфман. После 1784 г. Метрополитен-музей | Створки дверей с репродукциями картин Кауфман. После 1784 г. Метрополитен-музей | Кулон «Сапфо, вдохновленная любовью». .1800 г. Музей Виктории и Альберта | Фарфоровая ваза. Мануфактура Челси-Дерби. Ок. 1775 г. Метрополитен-музей | Бисквитная статуэтка «Грации будят Купидона». Мануфактура Челси-Дерби. 1780 г. Метрополитен-музей | Тарелка с ручной росписью «Юпитер и Каллисто». Королевская Вена, XIX век. Зильберкаммер. Хофбург, Вена |

## Комментарии
1. ↑  Хотя художница родилась в немецкоязычной среде, однако она долгое время жила в Великобритании, в связи с чем её имя может читаться по-русски на английский манер, например, в оде Гавриила Державина «К Анжелике Кауфман»[6].
2. ↑  Существуют иные варианты написания имени художницы. При крещении её имя было записано на латинском языке как Anna Maria Angelica Catharina Kauffman. В дальнейшем она подписывалась: Maria Anna Angelika Kauffmanin v[on] Chur, Maria Anna Angelica Kauffmann, Angelika Kauffmann, Angelica Kauffman, а после брака — Angelica Kauffman(n)-Zucchi. Разные варианты её завещания подписаны Maria Anna Angelica (Angelika) Kaufmann. На её надгробии написано «ANGELICA KAUFFMAN» и ниже «ANGELICA JOANNIS JOSEPHI F KAUFFMANN…»[6].
3. ↑  Второй женщиной среди 34 членов-основателей Королевской академии искусств была Мэри Мозер. В следующий женщины стали членами академии только спустя 200 лет[8].